# Pescadero (Californie)
Pescadero est une census-designated place du comté de San Mateo, dans l'État de Californie, aux États-Unis,. En 2020, elle compte une population de 595 habitants.